# Trzcinno (Miastko)
Trzcinno (deutsch Rohr) ist ein Dorf in der polnischen Woiwodschaft Pommern und gehört zur Gmina Miastko (Rummelsburg) im Powiat Bytowski (Bütower Kreis).

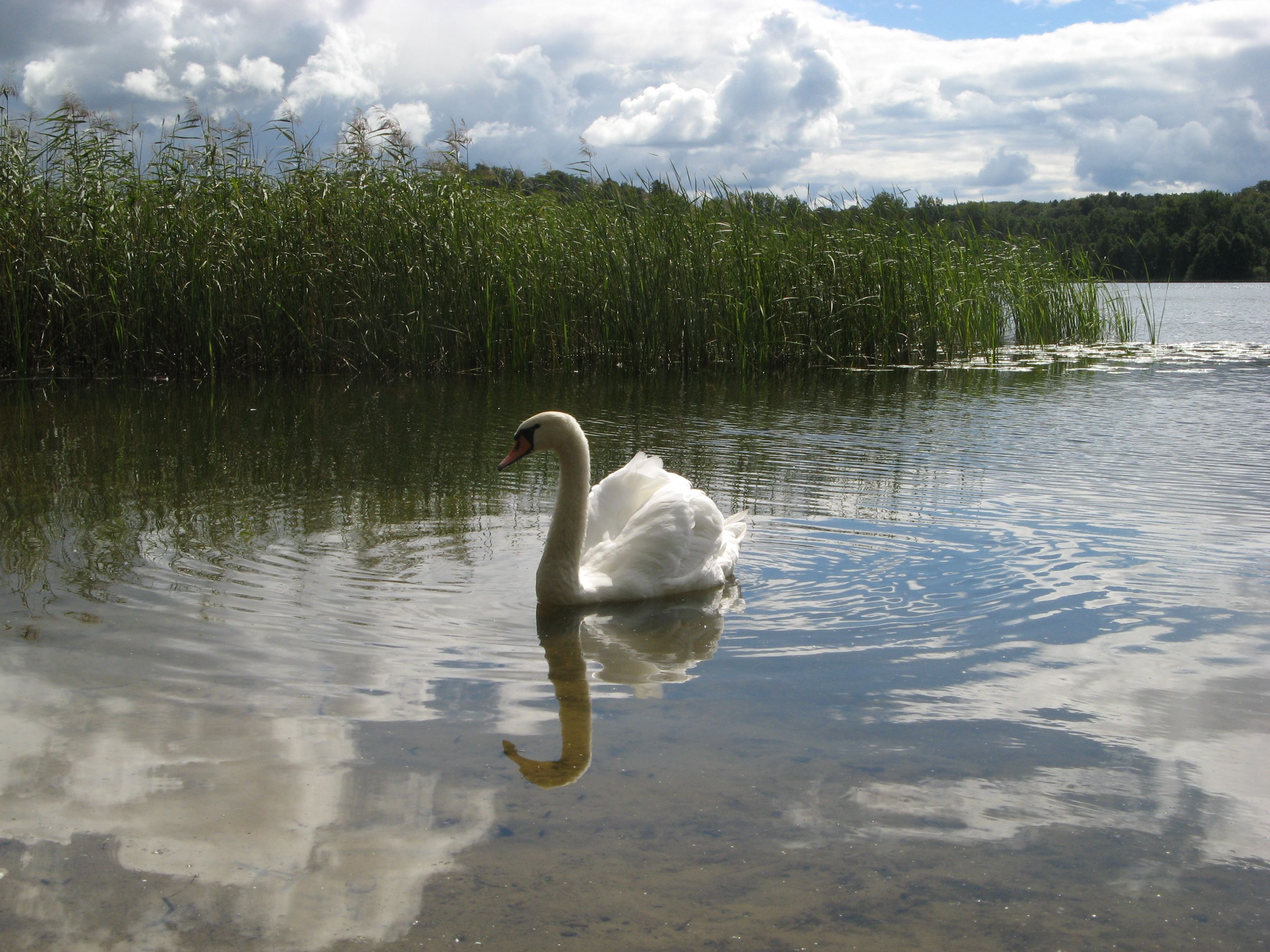
Dorfsee (2010)

## Geographische Lage
Das Dorf liegt in Hinterpommern, links von der Wipper, etwa elf Kilometer nordnordöstlich von Miastko (Rummelsburg i. Pom.) und zwölf Kilometer südlich des Dorfs Trzebielino (Treblin).
Nordwestlich des Dorfkerns liegt der Dorfsee, drei Kilometer östlich fließt die Wipper.

## Geschichte

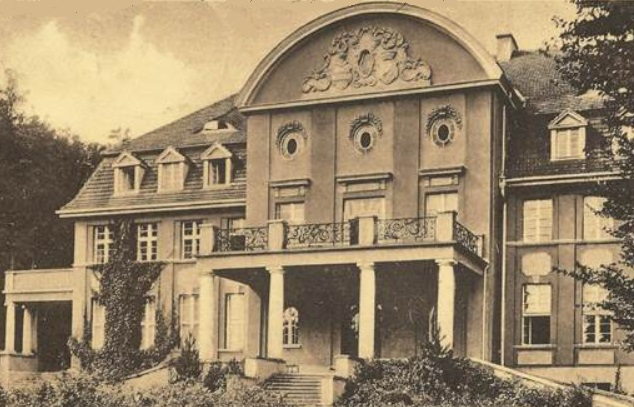
Eingangsfassade des Gutshauses Rohr (1939)

Rohr, nordnordöstlich von Rummelsburg und südlich des Dorfs Treblin, auf einer Landkarte von 1915

Rohr, nordöstlich vom Rummelsburg und südöstlich des Dorfs Treten, auf einer Landkarte von 1910

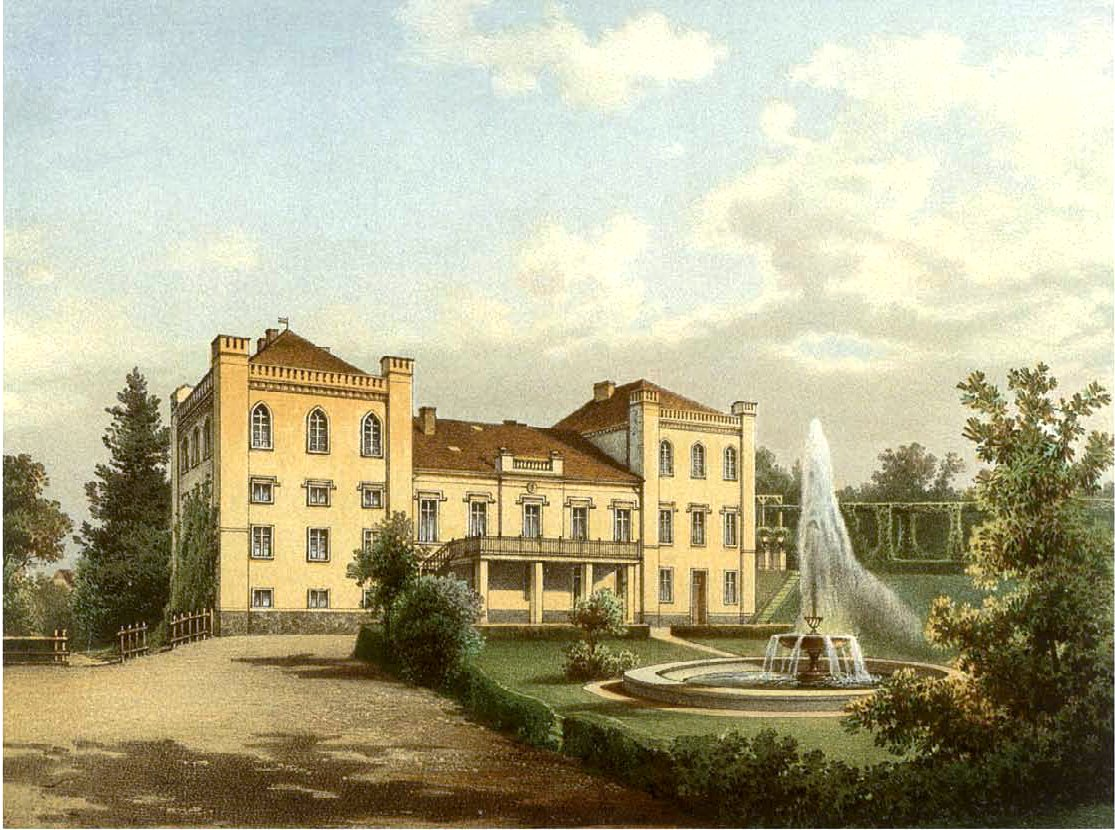
Ehemaliges Gutshaus Rohr, Gemälde aus der zweiten Hälfte des 19. Jahrhunderts (Sammlung Duncker)

Das Gut Rohr, das sich seit 1562 nachweislich im Besitz der Familie Massow befand, zählte zu den größten, die sie besaß. Das alte Massowsche Lehen Rohr, zu dem mehrere Vorwerke, eine Wassermühle, eine Ziegelei, beträchtliche Holzungen und Fischerei in Seen, Bächen, Teichen und der Wipper gehörten, gelangte durch einen Erbvertrag vom 30. Dezember 1775 in den Besitz des Kriegs-, Domänen- und Landschaftsrats Valentin George Anton von Massow. 1842 erbte es Wilhelm Carl Alexander Valentin von Massow, Geheimer Regierungsrat und Mitglied des Herrenhauses, der noch 1862 der Gutsbesitzer war. Seit 1867 befand sich das Rittergut Rohr mit Spiritusbrennerei, Mühle, Kalkofen und Ziegelei im Besitz des Majors Adolf von Massow, der auch noch 1884 und 1892 der Gutsbesitzer war. Letzterer vererbte das Gut an seinen Sohn Wilhelm Karl von Massow (* 1866 in Berlin, † 1917 in Rohr), Herr auf Rohr, Friedrichshuld und Brandheide. Wilhelm war verheiratet mit Alice von Massow geb. Gräfin von Pfeil und Klein Ellguth (* 1873 in Radaxdorf, † 1955 in Duisburg). Nach dem Tod ihres Ehemannes führte zunächst seine Ehefrau, Alice von Massow, das Gut weiter, das später von ihrem Sohn, Wendelin-Nikolaus von Massow (1904–1945), übernommen wurde.
Am 1. Dezember 1913 wurden auf der 188 Hektar großen Gemarkungsfläche der Landgemeinde Rohr dreißig viehhaltende Haushaltungen gezählt und auf dem 3831 Hektar umfassenden Gutsbezirk Rohr 47 viehhaltende Haushaltungen.
Am 1. April 1927 hatte das Rittergut Rohr eine Flächengröße von 3833 Hektar, und am 16. Juni 1925 hatte dieser Gutsbezirk 341 Einwohner. Am 30. September 1928 wurde der Gutsbezirk Rohr teils in die Landgemeinde Rohr eingegliedert und der Rest in die Landgemeinde Treten im Amtsbezirk Treten.
Anfang der 1930er Jahre hatte die Landgemeinde Rohr eine Flächengröße von 27,3 km². Innerhalb der Gemeindegrenzen standen zusammen 80 bewohnte
Wohnhäuser an sieben verschiedenen Wohnstätten:
1. Forsthaus Georgendorf
2. Forsthaus Rohr
3. Friederikenfelde
4. Klöwstein
5. Rohr
6. Rohrmühle
7. Scharnhof

Um 1935 hatte Rohr u. a. einen Gasthof, ein Bankgeschäft, eine Branntweinbrennerei, eine Geflügelzüchterei, einen Gemischtwarenladen, ein Holzsägewerk und eine Sattlerei. Im Jahr 1939 hatte die Landgemeinde 412 Einwohner.
Die Landgemeinde Rohr gehörte im Jahr 1945 zum Landkreis Rummelsburg im Regierungsbezirk Köslin der preußischen Provinz Pommern des Deutschen Reichs und war Sitz des Amtsbezirks Rohr. Das Standesamt befand sich in Rohr.
Gegen Ende des Zweiten Weltkriegs wurde Rohr Anfang März 1945 von der Roten Armee eingenommen. Anschließend wurde Rohr zusammen mit ganz Hinterpommern von der Sowjetunion der Volksrepublik Polen zur Verwaltung überlassen. Es begann danach allmählich die Zuwanderung von Polen. Die einheimische Bevölkerung wurde in der Folgezeit von der polnischen Administration vertrieben. Der Ortsname wurde zu „Trzcinno“ polonisiert.

## Kirchspiel bis 1945
Die vor 1945 anwesende Dorfbevölkerung war mit wenigen Ausnahmen evangelischer Konfession. Die evangelischen Einwohner gehörten zum Kirchspiel Rohr.
Das katholische Kirchspiel war in Rummelsburg i. Pom.

## Persönlichkeiten
- Georg von Massow, Herr auf Rohr, † 22. Dezember 1684 zu Rohr[12]
- Valentin von Massow (1676–1760), Herr auf Rohr, wurde hier geboren und starb hier[12]
- Valentin von Massow (1712–1775), Wirklicher Geheimer Etats-, Kriegs- und dirigierender Minister zu Berlin bei dem General-Ober-Finanz-, Kriegs- und Domänen-Direktorium, Herr auf Rohr, Rummelsburg, Brandeheide, Friedrichshuld, Schwessin, Waldow, Scharnitz und Groß Karzenburg, wurde in Rohr geboren[12]
- Wilhelm von Massow (1802–1867), preußischer Ministerialbeamter und Politiker, seit 1842 Erbherr auf Rohr, seit 1854 Mitglied des Preußischen Herrenhauses auf Lebenszeit, wurde hier geboren
- Julie von Massow, geb. von Behr (1825–1901), ökumenische Aktivistin mit dem Bestreben nach „Wiedervereinigung“ der reformatorischen Kirchen mit der römisch-katholischen Kirche, ehelichte 1852 den 23 Jahre älteren Witwer Wilhelm von Massow und lebte seither hier, auch noch 1867–1873 dann auf ihrem Witwensitz Wilhelmsthal an der Wipper bei Rohr[13]
- Adolf von Massow (1837–1909), Offizier und Mitglied des Deutschen Reichstags, seit 1867 Herr auf Rohr, starb hier